# 芒基蝠鱝
芒基蝠鱝（Mobula munkiana）是屬於蝠鱝科的一种鳐。它分布在东太平洋的热带地区，範圍遍及加利福尼亚湾、秘鲁、加拉帕戈斯群岛、科科岛和马尔佩洛岛等近海岛屿。芒基蝠鱝于1987年由意大利生态学家朱塞佩·诺塔巴托洛·迪·夏亚拉首次描述，并以其导师沃爾特·芒克的名字命名。